# Biophytum luetzelburgii
Biophytum luetzelburgii är en harsyreväxtart som beskrevs av Karl Suessenguth. Biophytum luetzelburgii ingår i släktet Biophytum och familjen harsyreväxter. Inga underarter finns listade i Catalogue of Life.